# Ignaz Rudolf Bischoff

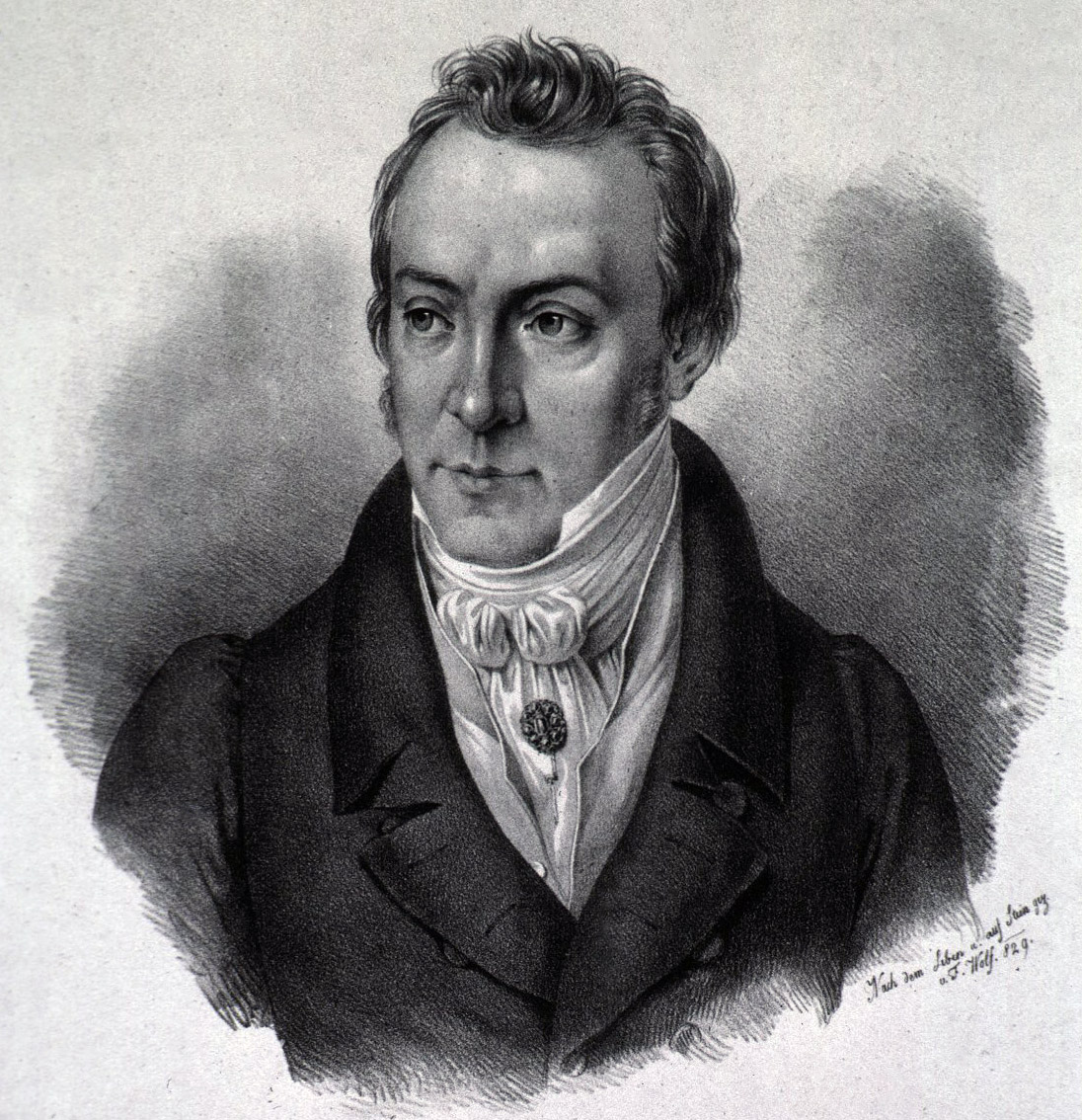
Ignaz Rudolf Bischoff

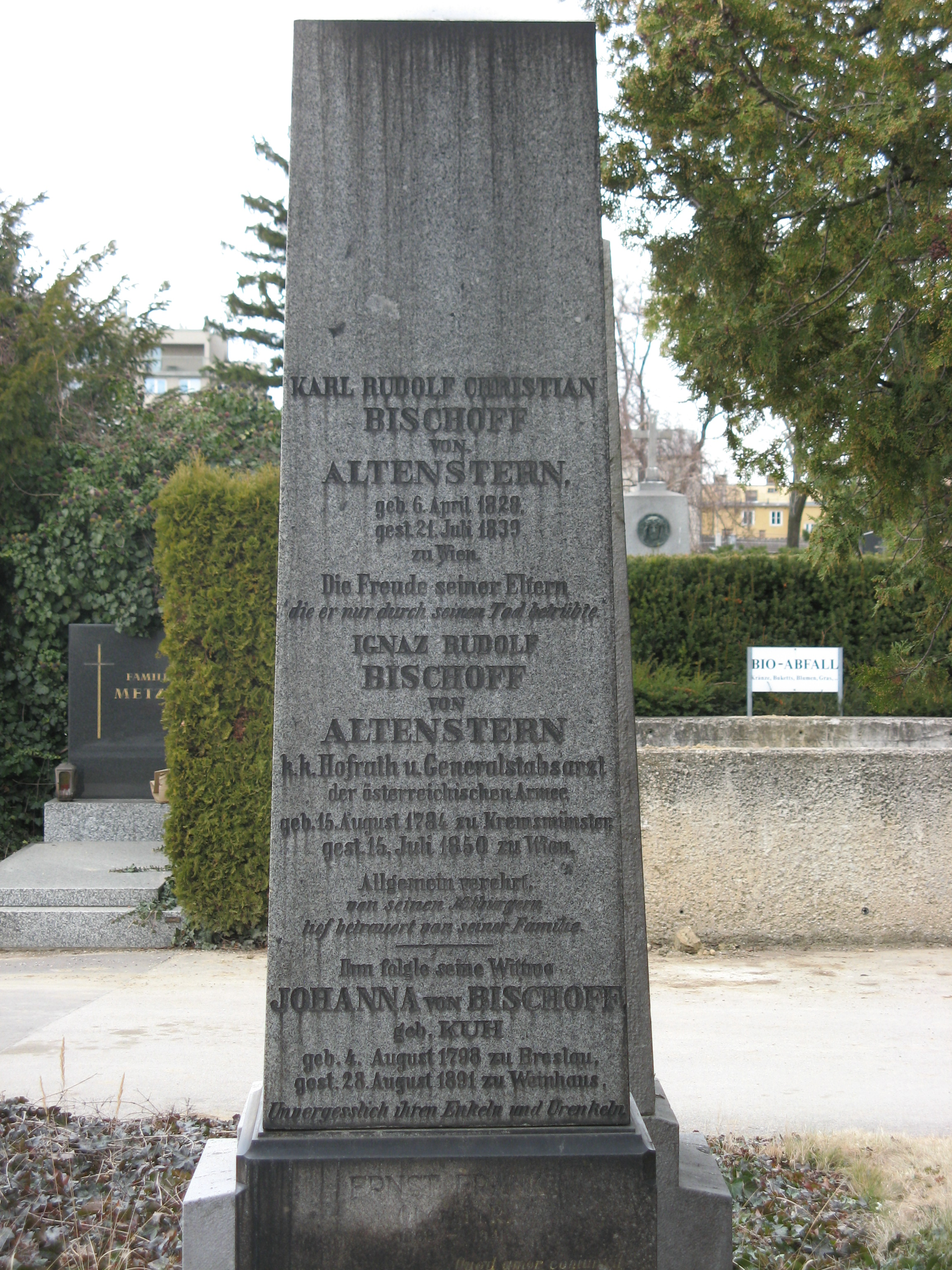
Grab auf dem Meidlinger Friedhof

Ignaz Rudolf Bischoff, seit 1836 Edler von Altenstern (* 15. August 1784 in Kremsmünster; † 15. Juli 1850 in Meidling) war ein österreichischer Arzt.

## Leben
Der aus Oberösterreich stammende Ignaz Bischoff studierte an der Universität in Wien Medizin und wurde 1808 Doktor der Medizin. Während der französischen Besatzungszeit in Wien leitete er eine Abteilung eines französischen Spitals.
In den Jahren 1813–1825 lebte Ignaz Bischoff in Prag, wo er Professor an der Karls-Universität Prag, Direktor der Zweiten medizinischen Klinik und Chefarzt im Allgemeinen Krankenhaus in Prag war. Während dieser Zeit erwarb er sich große Verdienste um die Verbreitung der Impfung gegen die Seuche der Pocken, die bei der Bevölkerung zahlreiche Todesopfer forderte und galt als Kapazität während der Typhusepidemien in Böhmen. Anschließend war er seit 1826 Professor für Physiologie an der Josephs-Akademie in Wien.
In den Jahren 1826–1832, an der Medizinisch-chirurgischen Militärakademie, dem Collegium-Medico-Chirurgicum-Josephinum tätig, war Ignaz Bischoff Professor der speziellen Pathologie, bis 1849 Inhaber der Lehrkanzel für Physiologie, ab 1841 und definitiv ab 1847 oberster Feldarzt der Armee des Kaisertum Österreich und Leiter des Josephinums. In dieser Zeit erwarb diese Anstalt in medizinischen Fachkreisen in Europa einen anerkannten Ruf.  Bischoff war auch Vorsitzender der permanenten Feldsanitätskommission, der Militärmedikamentenregie im Revolutionsjahr 1848, Generalstabsarzt und Mitglied des Wiener Ärzteforum und Gründungsmitglied der Gesellschaft der Ärzte in Wien.

## Nobilitierung und Familie
1836 wurde Ignaz Bischoff mit dem Prädikat Edler von Altenstern in den erbländisch österreichischen Adelstand erhoben. 
Er war mit Johanna geb. Kuh (1798–1891) verheiratet, die unter dem Namen Johanna von Bischoff mehrere Bücher mit wertvollen Erinnerungen veröffentlichte. Sie betätigte sich auch als Wohltäterin, die später das Frauenheim in Meidling stiftete. Dieses entstand aus der Villa der Familie Bischoff, die diese seit 1836 als Sommersitz bewohnte. Die übrige Zeit des Jahres wohnte die Familie in einer Wohnung am Wiener Stephansplatz. Der Salon der Bischoff-Villa in Meidling war Treffpunkt bekannter Persönlichkeiten u. a. dem Maler Friedrich von Amerling, dem Schriftsteller Heinrich Laube, der Astronomen Joseph Johann von Littrow und dessen Sohn Karl Ludwig von Littrow, mit welchem eine Tochter der Bischoff von Altenstern Auguste von Littrow seit 1839 verheiratet war. Seine Töchter Auguste und Luise wurden im Elternhaus von Josef Danhauser im Zeichnen unterrichtet.
Ignaz Rudolf Bischoff Edler von Altenstern starb 1850 in seinem Haus in Meidling und wurde auf dem Meidlinger Friedhof beigesetzt.

## Schriften
- Beobachtungen über den Typhus, 1815
- Ansichten der homöopathischen Krankheitslehre, 1819
- Grundsätze der praktischen Heilkunde, 3 Bände, 1823–25
- Grundzüge der Naturlehre des Menschen, 4 Bände, 1837–39
- Lehrbuch der Physiologie, 1838
- Abhandlungen über die Lungenschwindsucht, 1843
- Über Vergiftungen, 1844

## Ehrungen
Im Jahr 1874 wurde die Bischoffgasse in Wien-Meidling nach ihm benannt.